# Dal'nekonstantinovsky (huyện)
Huyện Dal'nekonstantinovsky (tiếng Nga: ? райо́н) là một huyện hành chính tự quản (raion), của Tỉnh Nizhny Novgorod, Nga. Huyện có diện tích 1392 kilômét vuông, dân số thời điểm ngày 1 tháng 1 năm 2000 là 24600 người. Trung tâm của huyện đóng ở Dalnee Konstantinovo.